# 정회찬
정회찬(鄭會燦, 1987년 2월 7일 ~ )은 KBO 리그 전 넥센 히어로즈의 투수이다.

## 넥센 히어로즈시절
2010년에 입단하였다.

## 경찰 야구단시절
2011년 시즌 종료 후에 입단하였다.

## 넥센 히어로즈복귀
입단 후 1군 경기는 2011년에 1경기, 2015년에 1경기로 통산 2경기에만 등판하였다.
2016 시즌 초반에는 한현희의 공백으로 인해 불펜투수로 자주 모습을 보였으나, 부진으로 인해 2군으로 내려갔다.
별다른 활약을 보여주지 못하고 2016 시즌 후 방출되었는데 본인(정회찬) 뿐 아니라 구본범 강동호 등 원광대 출신 대형 투수들이 프로에서 이렇다할 성과를 얻지 못했다.

## 출신 학교
- 우암초등학교
- 청주중학교
- 청주기계공업고등학교
- 원광대학교

1. ↑  이상학 (2015년 5월 12일). “한화, 탈보트 빈자리에 '우완 구본범 콜업'”. OSEN. 2024년 8월 23일에 확인함.
2. ↑  손찬익 (2022년 2월 5일). “칼바람 몰아치는 한겨울에 144km 쾅! 갈 곳 잃은 초대형 투수는 팬들 앞에 다시 서길 원한다”. OSEN. 2024년 8월 23일에 확인함.